# Tertön
Tertön (en tibetano: གཏེར་སྟོན་, wylie: gter ston) es un término que dentro del budismo tibetano significa "descubridor de tesoros".  Se usa para designar a seres humanos que están especialmente dotados para descubrir enseñanzas o textos terma (tesoro). Según estas creencias, las enseñanzas terma se le pueden mostrar a un tertön, en el momento que sean necesarias, tanto mediante el descubrimiento de textos escondidos como revelaciones mentales.

## Tertön en la historia

### Tertön importantes
El número exacto de tertön que ha habido en la historia es desconocido, aunque existe una lista que nombra a 275 desde los siglos XI al XX, clasificándolos de acuerdo a la naturaleza de la terma (tierra o mente), y a su vez según la relevancia de las enseñanzas contenidas en sus descubrimientos: gran tertön, mayor y menor. Cinco de los 108 grandes son calificados de "Rey de terma", estos son:
1124-1192 Nyangral Nyima Oser (Nyang-ral Nyi-ma 'od-zer);nombre corto: Nyang Ralpa,
1212-1273 Guru Chowang (Chos-dbang)
1346-1405 Dorje Lingpa (rDo-rJe gLing-pa), también conocido como Yungdrung Lingpa,
1450-1521 Padma Lingpa (Pema gLing-pa),
1820-1892 Jamyang Khyentse Wangpo (Jam-dbyangs mKyhen-brtse'i dbang-po).

### La mujer tertön
Aunque la mayoría de los tertön son hombres, hay excepciones como Kunga Bum. Una explicación es que se cree que es muy importante que el tertön varón tenga una mujer consorte que le apoye en su esfuerzo para alcanzar el estado de sensibilidad exacerbada, necesario para que la terma le pueda ser revelada. Sin embargo, la mayoría de los hombres carecen de la compasión necesaria para ayudar y sostener a la mujer durante sus esfuerzos.

### Tertön recientes
Tertön del siglo XX son:
- 1940-1987 Chögyam Trungpa, primer tertön que se estableció y enseñó en Occidente, creador del Aprendizaje de Shambhala y de una serie de textos como fruto de sus revelaciones en los denominados Terma de Shambhala[3][1]
- Dudjom Rinpoche[1]
- Dilgo Khyentse Rinpoche[1]